# غايمار الرابع من ساليرنو
غايمار الرابع (تقريبًا 1013 - 2 أو 3 يونيو 1052) كان أمير ساليرنو (1027-1052) ودوق أمالفي (1039-1052) ودوق جيتا (1040-1041) وأمير كابوا (1038-1047) في جنوب إيطاليا خلال الفترة 1027-1052. كان عنصرًا هامًا في أواخر العهد البيزنطي في جنوب إيطاليا.